# Монтескено
Монтескено (итал. Montescheno) — коммуна в Италии, располагается в регионе Пьемонт, в провинции Вербано-Кузьо-Оссола.
Население составляет 448 человек (2008 г.), плотность населения составляет 20 чел./км². Занимает площадь 22 км². Почтовый индекс — 28843. Телефонный код — 0324.
Покровителем населённого пункта считается святой San Carlo San Giovanni.

## Демография
Динамика населения:

## Администрация коммуны
- Официальный сайт: http://www.comune.montescheno.vb.it